# Tullnerfelder Bahn
A Tullnerfelder Bahn egy 47 km hosszúságú, normál nyomtávolságú villamosított vasútvonal Ausztriában.

## Története

### Áthelyezés 2012-től
A Bécs és St. Pölten közötti új westbahn építése során a Tullnerfeld vonalat Tulln és Atzenbrugg között összevonták az újonnan épített nagysebességű vasútvonal vágányaival, és most mintegy fél kilométerrel északabbra halad a korábbi útvonaltól. A Michelhausen állomást az új vonalon az azonos nevű állomás váltotta fel, Judenau és Pixendorf között pedig megépült a Tullnerfeld állomás, amelyet a Westbahn vonatai is kiszolgálnak, és amely a teljes vonzáskörzet nagy regionális állomásaként szolgál. Ezenkívül egy vágányhurok épült a Tulln - Wienerwaldtunnel irányban. Ez a hurok lehetővé teszi, hogy az északi Franz-Josefs-Bahnról érkező vonatok a Tullnerfelderbahnon, a Wienerwald-alagúton és a Lainzer-alagúton keresztül a bécsi főpályaudvarra és tovább közlekedjenek. A 2013-2015-ös menetrendben a Krems an der Donau és a Bécsi Westbahnhof közötti REX vonatpár hétfőtől péntekig ezen a hurkon keresztül közlekedett.